# AirPlay
AirPlay là một giao thức truyền thông không dây độc quyền được phát triển bởi Apple Inc. cho phép truyền phát âm thanh, video, màn hình thiết bị và ảnh giữa các thiết bị, cùng với siêu dữ liệu liên quan. Ban đầu chỉ được triển khai trong phần mềm và thiết bị của Apple, nó được gọi là AirTunes và chỉ được sử dụng cho âm thanh. Kể từ đó, Apple đã cấp phép cho giao thức AirPlay như một công nghệ thành phần phần mềm của bên thứ ba cho các nhà sản xuất chế tạo các sản phẩm tương thích với thiết bị của Apple.

## Lịch sử
Năm 2004, Apple giới thiệu AirTunes như một tính năng mới của iTunes 4.6. Nó cho phép truyền phát nhạc qua mạng đến AirPort Express, được trang bị giắc âm thanh analog-to-digital 3.5 mm cho loa hoặc các thiết bị âm thanh khác. Năm 2010, Apple giới thiệu phiên bản mới của công nghệ AirTunes, hiện được gọi là AirPlay, như một phần của iOS 4.2. Nó hỗ trợ truyền phát âm thanh và video đến Apple TV, và sau đó bổ sung thêm tính năng phản chiếu màn hình và cuối cùng là hỗ trợ cho nhiều loa và thiết bị AV tương thích với AirPlay của bên thứ ba.
Apple đã công bố AirPlay 2 tại hội nghị WWDC thường niên vào ngày 5 tháng 6 năm 2017. Nó được lên kế hoạch phát hành cùng với iOS 11 vào quý thứ ba năm 2017, nhưng đã bị trì hoãn đến tháng 6 năm 2018. So với phiên bản gốc, AirPlay 2 cải thiện khả năng đệm; thêm truyền phát âm thanh đến loa stereo; cho phép gửi âm thanh đến nhiều thiết bị trong các phòng khác nhau; và điều khiển thông qua Control Center, ứng dụng Home hoặc Siri, các chức năng trước đây chỉ có sẵn khi sử dụng iTunes trên macOS hoặc Windows.